# عمر شامي
عمر أحمد شامي مواليد 23 مارس 2004 في السعودية، هو لاعب كرة قدم سعودي يلعب حالياً لنادي الرائد.

## مسيرة اللاعب
لعب في الفئات السنية في نادي الوطن وانتقل إلى شباب نادي الرائد في عام 2023.